# Niezapominajka górska
Niezapominajka górska (Myosotis nemorosa Besser) – gatunek rośliny należący do rodziny ogórecznikowatych. Występuje w znacznej części Europy, głównie w górach w środkowej, południowej i wschodniej części kontynentu. Jest jednym z drobnych gatunków wyróżnianych w obrębie grupy szeroko ujmowanej niezapominajki błotnej M. palustris agg., przez co często jest niewyróżniany, brakuje dokładnych danych o jego rozmieszczeniu i ekologii. W Polsce gatunek jest opisywany jako rzadki na niżu, częsty w górach i na pogórzu. Rośnie na wilgotnych łąkach, źródliskach i w wilgotnych lasach.

## Morfologia
PokrójRoślina zielna z krótkim kłączem osiągająca 10–40 cm wysokości, rzadziej do 80 cm. Łodyga ostrokanciasta, u nasady z włoskami skierowanymi w dół. Stopień owłosienia, liczba odgałęzień i wysokość pędów są bardzo zmienne.
LiścieSkrętoległe, eliptyczne, najniższe odwrotnielancetowate. Osiągają zwykle 3–5 cm długości i 12–15 mm szerokości. Włoski na górnej stronie blaszki skierowane są ku jego wierzchołkowi, a na dolnej ku nasadzie i są przylegające (sprawdzać trzeba na dolnych, większych liściach).
KwiatyZebrane w długie wierzchotki (dwuskrętki). Rozwijają się na szypułkach podobnej długości lub nieco dłuższych od kielicha, niewspartych przysadkami. Długość kielicha wynosi 3–4 mm w czasie owocowania. Średnica korony kwiatu wynosi zwykle do 5 mm.
Gatunki podobneNiezapominajka błotna jest zwykle silniej owłosiona, łodygę ma obłą lub tępokanciastą, u nasady z włoskami skierowanymi w górę, kwiaty ma nieco większe (zwykle od 5 do 8 mm średnicy), włoski na dolnej stronie blaszki dolnych liści skierowane są ku wierzchołkowi liścia, często odstające. W ramach M. palustris agg. wyróżnianych jest w sumie 5 gatunków górskich, ale pozostałe poza M. nemorosa mają niewielkie zasięgi w górach Europy Południowej.

## Biologia i ekologia
Roślina jednoroczna i wieloletnia, hemikryptofit. Rośnie na wilgotnych łąkach, źródliskach i w wilgotnych lasach, zwłaszcza w miejscach prześwietlonych i w przydrożnych rowach dróg leśnych, rzadziej na brzegach rzek i jezior. W górach sięga do ok. 1400 m n.p.m. Uznawany jest za gatunek charakterystyczny zespołu roślinności Trollio altissimi-Geranietum sylvatici. Kwitnie od maja do sierpnia. Kwiaty zapylane są przez owady i są też samopylne. Nasiona rozsiewane są autochorycznie i hydrochorycznie.
Liczba chromosomów 2n = 22.